# Campylocia bocainensis
Campylocia bocainensis is een haft uit de familie Euthyplociidae. De wetenschappelijke naam van de soort is voor het eerst geldig gepubliceerd in 1990 door Pereira & Da-Silva.
De soort komt voor in het Neotropisch gebied.